# Biagio Budelacci
Biagio Budelacci (Faenza, 18 giugno 1888 – Roma, 27 agosto 1973) è stato un vescovo cattolico italiano.

## Biografia
Nato a Faenza da una distinta famiglia, entrò in seminario giovanissimo e fu ordinato sacerdote il 10 agosto 1912.
Nel 1926 il cardinal Michele Lega, vescovo di Frascati lo chiamò a sé come vicario generale; fu rettore del seminario tuscolano, insegnante di religione nella scuola statale di avviamento professionale.

### Ministero episcopale

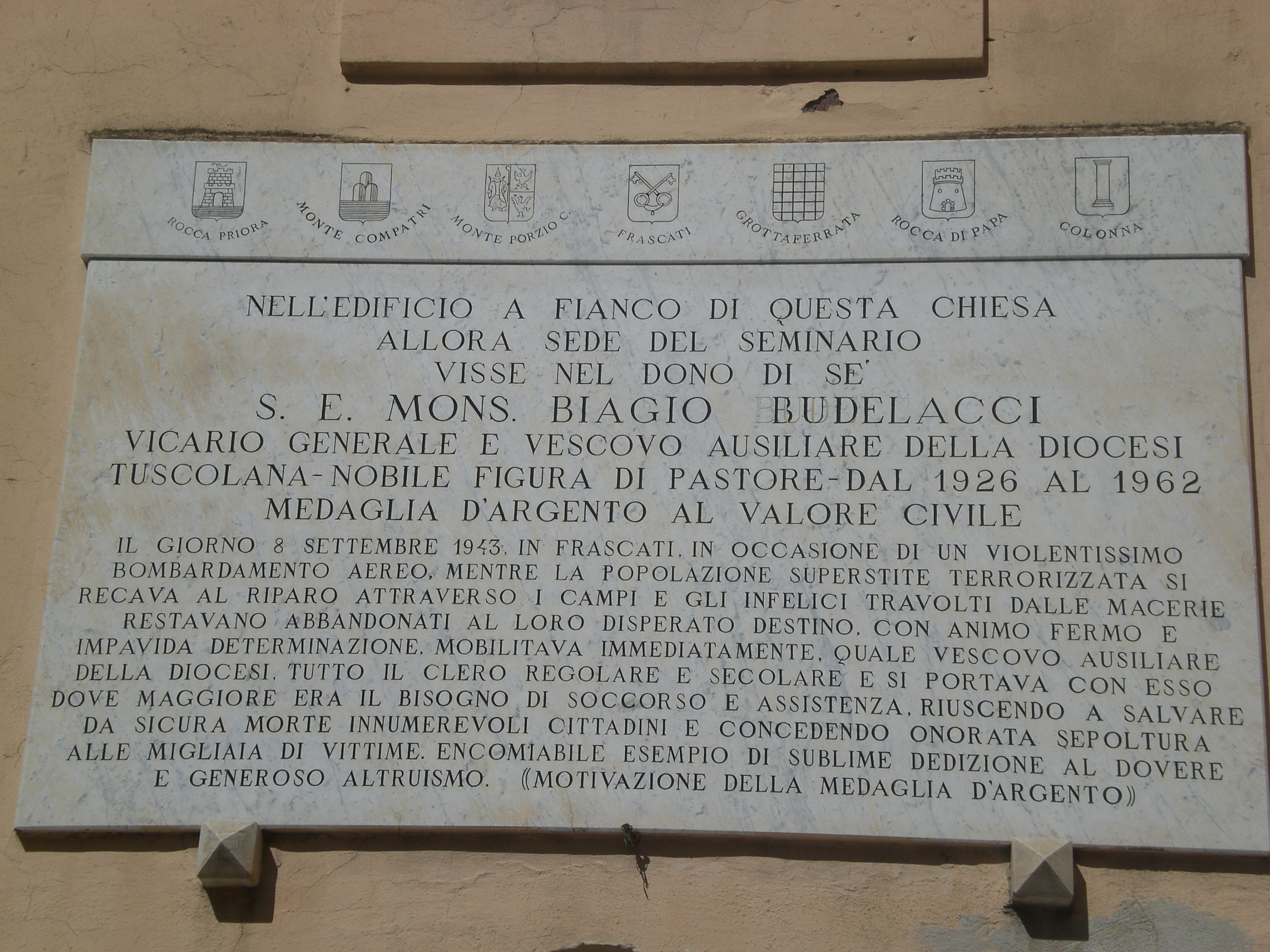
Lapide dedicata a mons. Biagio Budelacci con la motivazione della medaglia d'argento al valore civile

Nel 1936 venne consacrato vescovo con l'ufficio di ausiliare di Frascati e vescovo titolare di Nissa.
Nei tragici giorni seguenti il bombardamento di Frascati costituì e presiedette un comitato di salute pubblica, organizzò la distribuzione dei viveri alla popolazione con l'aiuto del cardinale Clemente Micara, vicario di Roma.
Negli ultimi 24 anni di vita di Brigida Maria Postorino a Frascati fu il suo confessore e direttore spirituale, e la sostenne in molte delle sue prove.
Nel 1946 Frascati lo volle cittadino onorario e nel 1956 ricevette la Medaglia d'argento al merito civile della Repubblica Italiana.
Ricostituì a Frascati l'Accademia Tuscolana formata dai laureati cattolici, di cui fu il presidente dal 1950 al 1962.
Lasciò l'incarico di vescovo ausiliare della diocesi tuscolana nella primavera del 1962 in seguito alla riforma di papa Giovanni XXIII che toglieva i cardinali-vescovi delle diocesi suburbicarie dalla cura diretta della pastorale delle loro diocesi, per affidarle ai vescovi residenziali.
Dal 1962 fino alla morte, avvenuta a Roma il 27 agosto 1973, fu canonico del capitolo della basilica di San Pietro in Vaticano.

## Genealogia episcopale
La genealogia episcopale è:
- Cardinale Scipione Rebiba
- Cardinale Giulio Antonio Santori
- Cardinale Girolamo Bernerio, O.P.
- Arcivescovo Galeazzo Sanvitale
- Cardinale Ludovico Ludovisi
- Cardinale Luigi Caetani
- Cardinale Ulderico Carpegna
- Cardinale Paluzzo Paluzzi Altieri degli Albertoni
- Papa Benedetto XIII
- Papa Benedetto XIV
- Papa Clemente XIII
- Cardinale Marcantonio Colonna
- Cardinale Giacinto Sigismondo Gerdil, B.
- Cardinale Giulio Maria della Somaglia
- Cardinale Carlo Odescalchi, S.I.
- Vescovo Eugène de Mazenod, O.M.I.
- Cardinale Joseph Hippolyte Guibert, O.M.I.
- Cardinale François-Marie-Benjamin Richard
- Cardinale Pietro Gasparri
- Cardinale Francesco Marchetti Selvaggiani
- Vescovo Biagio Budelacci